# Nuoto ai campionati europei di nuoto 2014 - 100 metri farfalla femminili
La gara dei 100 metri farfalla femminili degli Europei 2014 si è svolta il 21-22 agosto. Le qualifiche per la semifinale si sono svolte la mattina del 21 agosto 2014, mentre la semifinale si è svolta la sera dello stesso giorno. La finale, invece, si è svolta la sera del 22 agosto 2014.

## Medaglie
| Posizione | Atleta           | Paese     |
| --------- | ---------------- | --------- |
| Oro       | Jeanette Ottesen | Danimarca |
| Argento   | Sarah Sjöström   | Svezia    |
| Bronzo    | Ilaria Bianchi   | Italia    |

## Record
Prima della manifestazione il record del mondo (RM), il record europeo (EU) e il record dei campionati (RC) erano i seguenti.
| Record mondiale       | 55"98 | Dana Vollmer Stati Uniti     | 28 luglio 2012 Londra, Regno Unito |
| Record europeo        | 56"06 | Sarah Sjöström Svezia        | 27 luglio 2009 Roma, Italia        |
| Record dei campionati | 57"20 | Martina Moravcová Slovacchia | 2 agosto 2002 Berlino, Germania    |

Durante la competizione sono stati migliorati i seguenti record:
| Data      | Evento | Atleta           | Nazione   | Tempo | Record                |
| --------- | ------ | ---------------- | --------- | ----- | --------------------- |
| 22 agosto | Finale | Jeanette Ottesen | Danimarca | 56"51 | Record dei campionati |

## Risultati

### Batterie
| Pos. | Batteria | Corsia | Atleta                  | Nazionalità          | Tempo   | Note |
| ---- | -------- | ------ | ----------------------- | -------------------- | ------- | ---- |
| 1    | 3        | 4      | Jeanette Ottesen        | Danimarca            | 57"42   | Q    |
| 2    | 4        | 4      | Sarah Sjöström          | Svezia               | 57"80   | Q    |
| 3    | 3        | 5      | Ilaria Bianchi          | Italia               | 57"84   | Q    |
| 4    | 2        | 4      | Inge Dekker             | Paesi Bassi          | 57"95   | Q    |
| 5    | 4        | 5      | Elena di Liddo          | Italia               | 58"09   | Q    |
| 6    | 4        | 7      | Kimberly Buys           | Belgio               | 58"41   | Q    |
| 7    | 2        | 5      | Jemma Lowe              | Regno Unito          | 58"43   | Q    |
| 8    | 4        | 6      | Katarína Listopadová    | Slovacchia           | 58"64   | Q    |
| 9    | 3        | 2      | Katinka Hosszú          | Ungheria             | 58"87   |      |
| 10   | 4        | 1      | Danielle Villars        | Svizzera             | 58"91   | Q    |
| 11   | 2        | 7      | Marie Wattel            | Francia              | 58"95   | Q    |
| 12   | 2        | 3      | Alexandra Wenk          | Germania             | 59"11   | Q    |
| 13   | 3        | 7      | Amit Ivry               | Israele              | 59"24   | Q    |
| 14   | 3        | 6      | Silvia Di Pietro        | Italia               | 59"28   |      |
| 15   | 4        | 2      | Judit Ignacio Sorribes  | Spagna               | 59"36   | Q    |
| 16   | 3        | 1      | Beryl Gastaldello       | Francia              | 59"69   | Q    |
| 17   | 3        | 3      | Evelyn Verrasztó        | Ungheria             | 59"76   |      |
| 18   | 2        | 6      | Louise Hansson          | Svezia               | 59"79   | Q    |
| 19   | 4        | 3      | Svetlana Čimrova        | Russia               | 59"89   | Q    |
| 20   | 4        | 8      | Kristel Vourna          | Grecia               | 1'00"06 |      |
| 21   | 3        | 8      | Keren Siebner           | Israele              | 1'00"08 |      |
| 22   | 2        | 2      | Aljaksandra Herasimenja | Bielorussia          | 1'00"24 |      |
| 23   | 2        | 8      | Lyubov Korol            | Ucraina              | 1'00"35 |      |
| 24   | 1        | 3      | Noora Laukkanen         | Finlandia            | 1'01"03 |      |
| 25   | 2        | 1      | Mélanie Henique         | Francia              | 1'01"12 |      |
| 26   | 3        | 0      | Martina van Berkel      | Svizzera             | 1'01"23 |      |
| 27   | 2        | 0      | Anna Dowgiert           | Polonia              | 1'02"95 |      |
| 28   | 4        | 0      | Ezgi Yazıcı             | Turchia              | 1'03"00 |      |
| 29   | 4        | 9      | Johanna Silventoinen    | Finlandia            | 1'03"19 |      |
| 30   | 1        | 4      | Bianca Raduta           | Romania              | 1'04"60 |      |
| 31   | 1        | 5      | Amina Kajtaz            | Bosnia ed Erzegovina | 1'05"17 |      |

### Semifinali

#### Semifinali 1
| Pos. | Corsia | Atleta               | Nazionalità | Tempo | Note |
| ---- | ------ | -------------------- | ----------- | ----- | ---- |
| 1    | 4      | Sarah Sjöström       | Svezia      | 57"39 | Q    |
| 2    | 5      | Inge Dekker          | Paesi Bassi | 57"83 | Q    |
| 3    | 6      | Katarína Listopadová | Slovacchia  | 58"53 | Q    |
| 4    | 7      | Amit Ivry            | Israele     | 58"70 |      |
| 5    | 8      | Svetlana Čimrova     | Russia      | 58"93 |      |
| 6    | 3      | Kimberly Buys        | Belgio      | 59"07 |      |
| 7    | 2      | Marie Wattel         | Francia     | 59"18 |      |
| 8    | 1      | Beryl Gastaldello    | Francia     | 59"40 |      |

#### Semifinali 2
| Pos. | Corsia | Atleta                 | Nazionalità | Tempo | Note |
| ---- | ------ | ---------------------- | ----------- | ----- | ---- |
| 1    | 4      | Jeanette Ottesen       | Danimarca   | 57"45 | Q    |
| 2    | 3      | Elena di Liddo         | Italia      | 58"04 | Q    |
| 3    | 5      | Ilaria Bianchi         | Italia      | 58"28 | Q    |
| 4    | 6      | Jemma Lowe             | Regno Unito | 58"34 | Q    |
| 5    | 7      | Alexandra Wenk         | Germania    | 58"59 | Q    |
| 6    | 8      | Louise Hansson         | Svezia      | 58"79 |      |
| 7    | 1      | Judit Ignacio Sorribes | Spagna      | 59"08 |      |
| 8    | 2      | Danielle Villars       | Svizzera    | 59"88 |      |

### Finale
| Pos. | Corsia | Atleta               | Nazionalità | Tempo | Note                  |
| ---- | ------ | -------------------- | ----------- | ----- | --------------------- |
|      | 5      | Jeanette Ottesen     | Danimarca   | 56"51 | Record dei campionati |
|      | 4      | Sarah Sjöström       | Svezia      | 56"52 |                       |
|      | 2      | Ilaria Bianchi       | Italia      | 57"71 |                       |
| 4    | 3      | Inge Dekker          | Paesi Bassi | 57"72 |                       |
| 5    | 6      | Elena di Liddo       | Italia      | 58"27 |                       |
| 6    | 7      | Jemma Lowe           | Regno Unito | 58"48 |                       |
| 7    | 8      | Alexandra Wenk       | Germania    | 58"59 |                       |
| 8    | 1      | Katarína Listopadová | Slovacchia  | 58"79 |                       |